# Dorcatherium
Dorcatherium een geslacht van dwergherten die in het Vroeg-Mioceen in grote delen van de Oude Wereld leefde.

## Fossielen
Fossielen van Dorcatherium zijn gevonden in Namibië, Oost-Afrika, Arabië, Europa, India en Pakistan.